# Château et Tour de Cossieux
Le château et la tour de Cossieux sont situés à Jujurieux, en France. La tour, qui est un élément indissociable du château de Cossieux, est un pigeonnier inscrite au titre des monuments historiques.

## Description
Le château et le pigeonnier sont situés dans le département français de l'Ain, sur la commune de Jujurieux, dans le hameau de Cossieux.

## Protection
Le pigeonnier fait seul l'objet d'une inscription au titre des monuments historiques depuis 1984.

## Château de Cossieux

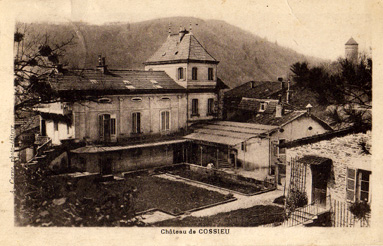
Château de Cossieux, vers 1925.

Le château de Cossieux est fondé par le directeur des Etablissements C.J Bonnet, Victor Bonnet, fils du fondateur Claude-Joseph Bonnet.   
Ce dernier a agrandi la maison héritée de sa femme dans le hameau de Cossieux à Jujurieux. Leur fils Victor agrandira en 1880 la maison pour ériger le château de Cossieux.  
L'ensemble est imposant : trente pièces autour d'un donjon de plus de trente mètres de hauteur, avec un parc aménagé. 
La maison est toujours la propriété des descendants de Claude-Joseph Bonnet et de Victor Bonnet, qui perpétuent leurs mémoires. 

## Hommages
En hommage à ce lieu, Victor Roux, résistant français, lieutenant, chef de sizaine dans l'armée secrète de la résistance, FFI et descendant de Claude-Joseph Bonnet, prit comme patronyme de résistant "Cossieux". Il était le fils de César Roux et de Blanche Mulsant, propriétaires du château et fondateurs des établissements C.Roux et fils.